# هیلزوو (کارولینای شمالی)
هیلزوو (به انگلیسی: Hillsborough) شهری در ایالت کارولینای شمالی کشور ایالات متحده آمریکا است که جمعیت آن در سرشماری سال ۲۰۱۰ میلادی، ۶٬۰۸۷ نفر بوده‌است.